# Ил Пођо (Ређо Емилија)
Ил Пођо је насеље у Италији у округу Ређо Емилија, региону Емилија-Ромања.
Према процени из 2011. у насељу је живело 29 становника. Насеље се налази на надморској висини од 423 м.